# Симавла
Симавла (на турски: Gölyaka) е село в Мала Азия, Турция, Вилает Балъкесир.

## История
В 19 век Симавла е едно от селата на малоазийските българи.
Българското население на Симавла се изселва след 1922 година. Част от тях се преселват в Гърция, но 21 семейства – в България. Междувременно в селото са настанени помаци.